# No Man's Land: Fight for your Rights!
No Man's Land: Fight for your Rights! is een 3D real-time strategy computerspel, ontwikkeld in 2003 door het Duitse Related Designs en uitgegeven door CDV Software Entertainment. Het speelt zich af in Noord-Amerika in de periode van de 16e eeuw ten tijde van de eerste nederzettingen van de Spaanse conquistadores tot de kolonisatie en bezetting van de Engelsen op het continent in de 19e eeuw.

## Gameplay
Er zijn 6 naties in het spel, namelijk: Engelsen, Spanjaarden, patriots, settlers en twee groepen Indianen (levend in de bossen en op de prairie). Elke groep heeft sterke en zwakke punten evenals helden en elite legereenheden.
Waar in de meeste real-time strategy spellen het mogelijk is een gebouw of eenheid te verbeteren met behulp van een upgrade, is het in dit spel ook mogelijk een upgrade uit te voeren die een negatieve werking heeft voor één of meer tegenstanders. Dit worden counter upgrades genoemd. Voorbeelden van negatieve gevolgen zijn het vertragen van de voedselproductie van de tegenstander of het vertragen van de snelheid waarmee gebouwen gebouwd kunnen worden.

### Singleplayer
In singleplayer zijn er 3 campagnes die in totaal bestaan uit 30 missies:
- The Conquest of a New World: een Spaans leger komt aan in Amerika om een basis te bouwen en dient zich te verdedigen tegen de Britten en de Indianen.
- The Fight against The Intruders: een stam Indianen uit de bossen voelt zich bedreigd door de blanken en sluit zich aan bij een andere stam Indianen op de prairie die ook al tegen de blanken aan het vechten waren.
- The birth of a nation: een Britse familie immigreert naar Noord-Amerika in 1620. Ze vestigen zich op de oostkust en trekken eerst zuidwaarts waar ze de Amerikaanse Onafhankelijkheidsoorlog meemaken. Later besluiten ze verder naar het westen te trekken.

### Multiplayer
In multiplayer is het mogelijk om met maximaal 8 spelers op willekeurig gegenereerde maps (variërend in type, grootte, seizoen, dag of nacht en de aanwezige grondstoffen) te spelen. De volgende spelmodi zijn aanwezig:
- Deathmatch: elke speler speelt voor zich, allianties zijn wel mogelijk.
- Capture the Flag: elke speler heeft een vlag en men dient een vlag te stelen uit de vijandelijke basis terwijl men ook de eigen vlag verdedigt.
- King of the Hill: in het midden van de map bevindt zich een vlag; degene die deze als eerste bemachtigt, wint.
- Eliminate Elite Unit: elke speler heeft een elite eenheid en men dient de elite eenheid van de vijand te elimineren terwijl men de eigen elite eenheid beschermt.
- Build/Destroy Railroad: één speler probeert een spoorweg aan te leggen, de ander dient dit te verhinderen.
- Railroad Competition: de speler die als eerste een spoorweg van een bepaald punt naar een ander punt aanlegt, wint.